# Митрофановка (Венгеровский район)
Митрофановка — исчезнувшая деревня в Венгеровском районе Новосибирской области России. На момент упразднения входила в состав Меньшиковского сельсовета. Исключена из учётных данных в 1977 году.

## География
Располагалась ан правом берегу реки Изес у озера Филино, в 9 км к востоку от села Меньшиково.

## История
В 1928 году деревня состояла из 61 хозяйства. В административном отношении являлась центром Митрофановского сельсовета Меньшиковского района Барабинского округа Сибирского края. В деревне располагалась школа 1-й ступени.
Решением Новосибирского облисполкома от 01.12.1977 г. № 799 деревня исключена из учётных данных как фактически не существующая.

## Население
По переписи 1926 г. в деревне проживало 325 человек (160 мужчин и 165 женщин), основное население — русские.